# منزل مينايي
منزل مينايي (بالفارسية: خانه مینایی) هو منزل تاريخي يعود إلى عصر القاجاريون، ويقع في طهران.